# 單翼合鰭躄魚
單翼合鰭躄魚（學名：Sympterichthys unipennis），也称作光滑手鱼，為輻鰭魚綱鮟鱇目躄魚亞目臂鈎躄魚科的其中一種，分布於澳洲塔斯馬尼亞島海域，為特有種，體長可達4.4公分，棲息在近海，属于底栖动物，生活習性不明。可以利用其高度进化的鳍在海床上行走。
1802年，法国生物学家Franois Péron曾在当地帮助打捞了单翼合鳍躄鱼，并带回巴黎的自然历史博物馆，此后就再也没有见过这种鱼。2020年5月，IUCN正式将其评估为已灭绝物种，成为有记录以来第一个完全灭绝的现代海洋鱼类物种。然而，這種情況在 2021 年 9 月發生了逆轉，因為沒有足夠的數據來確認這一狀態。